# Arnaud Hybois
Arnaud Hybois (Pontivy, 26 de enero de 1982) es un deportista francés que compitió en piragüismo en las modalidades de aguas tranquilas y aguas bravas.
Ganó seis medallas en el Campeonato Mundial de Piragüismo entre los años 2009 y 2014, y dos medallas en el Campeonato Europeo de Piragüismo, oro en 2012 y plata en 2014.
En la modalidad de aguas bravas, obtuvo tres medallas en el Campeonato Mundial en los años 2004 y 2006, y dos medallas en el Campeonato Europeo de 2005.

## Palmarés internacional

### Piragüismo en aguas tranquilas
| Campeonato Mundial | Campeonato Mundial     | Campeonato Mundial | Campeonato Mundial |
| Año                | Lugar                  | Medalla            | Competición        |
| ------------------ | ---------------------- | ------------------ | ------------------ |
| 2009               | Dartmouth (Canadá)     | Medalla de bronce  | K1 4 × 200 m       |
| 2010               | Poznań (Polonia)       | Medalla de oro     | K2 200 m           |
| 2010               | Poznań (Polonia)       | Medalla de oro     | K4 1000 m          |
| 2011               | Szeged (Hungría)       | Medalla de oro     | K2 200 m           |
| 2013               | Duisburgo (Alemania)   | Medalla de bronce  | K1 500 m           |
| 2014               | Moscú (Rusia)          | Medalla de plata   | K1 4 × 200 m       |
| Campeonato Europeo |                        |                    |                    |
| Año                | Lugar                  | Medalla            | Competición        |
| 2012               | Zagreb (Croacia)       | Medalla de oro     | K2 500 m           |
| 2014               | Brandeburgo (Alemania) | Medalla de plata   | K2 1000 m          |

### Piragüismo en aguas bravas
| Campeonato Mundial | Campeonato Mundial         | Campeonato Mundial | Campeonato Mundial     |
| Año                | Lugar                      | Medalla            | Competición            |
| ------------------ | -------------------------- | ------------------ | ---------------------- |
| 2004               | Garmisch (Alemania)        | Medalla de plata   | K1 clásico por equipos |
| 2004               | Garmisch (Alemania)        | Medalla de oro     | K1 sprint individual   |
| 2006               | Karlovy Vary ( Rep. Checa) | Medalla de plata   | K1 sprint individual   |
| Campeonato Europeo |                            |                    |                        |
| Año                | Lugar                      | Medalla            | Competición            |
| 2005               | Chalaux (Francia)          | Medalla de oro     | K1 clásico individual  |
| 2005               | Chalaux (Francia)          | Medalla de bronce  | K1 clásico por equipos |